# South African National Space Agency

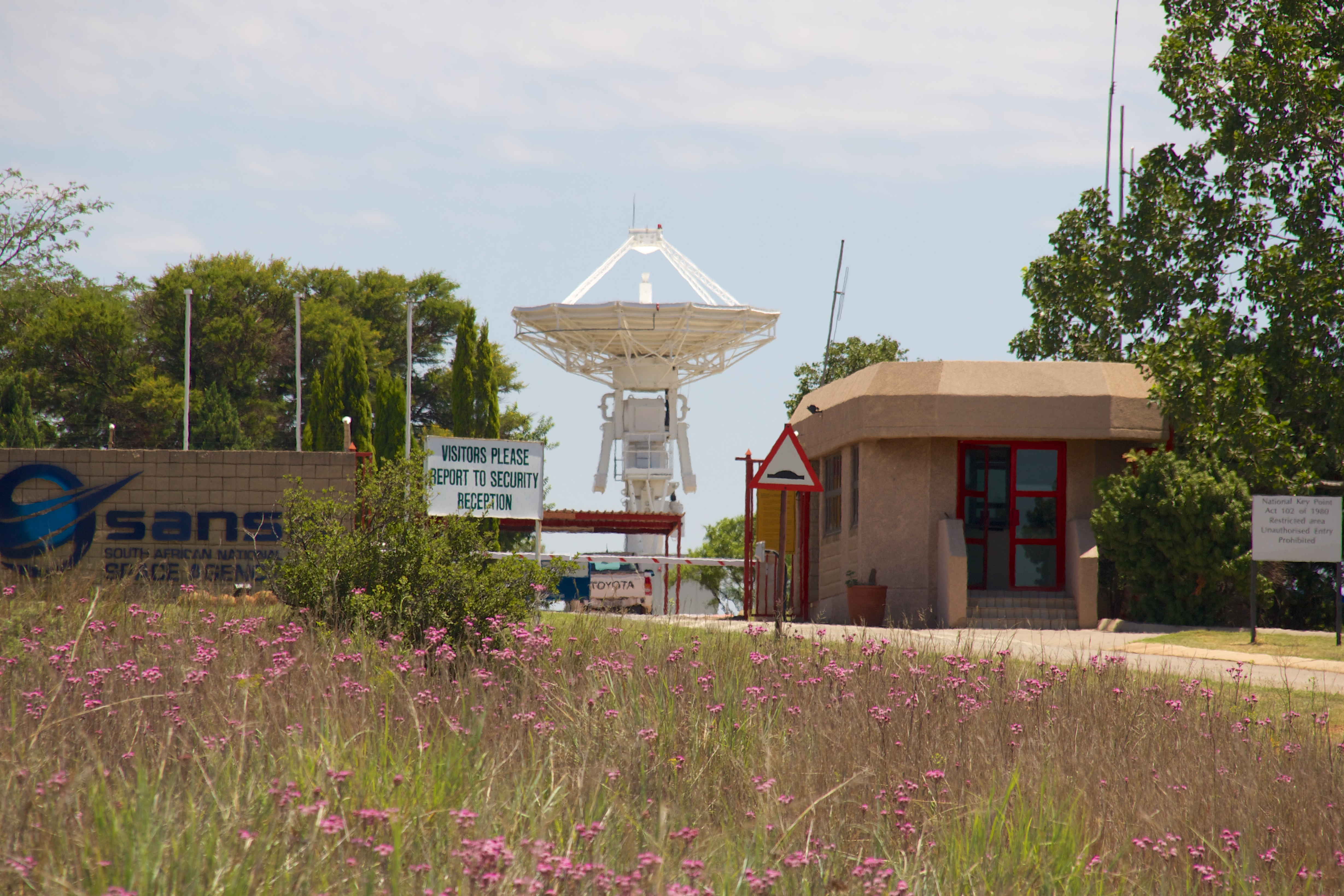
Eingang der Bodenstation Hartebeesthoek

Die South African National Space Agency (SANSA) ist die Weltraumbehörde Südafrikas. Sie untersteht der vom Minister für Höhere Bildung, Wissenschaft und Technologie geleiteten Abteilung für Wissenschaft und Innovation (Department of Science and Innovation) der Regierung Südafrikas. Der Hauptsitz der Behörde befindet sich in Pretoria, ihr Direktor ist seit dem 1. April 2023 der Erdbeobachtungs-Spezialist Humbulani Mudau.

## Geschichte

### Magnetisches Observatorium Hermanus
Die weltraumwissenschaftliche Forschung in Südafrika geht zurück auf das 1841 gegründete geomagnetische Observatorium der Universität Kapstadt, das jedoch nach einiger Zeit wieder aufgegeben wurde. Ab 1930 wurde an der Universität unter der Leitung des Physikers Alexander Ogg (1870–1948) ein permanentes magnetisches Observatorium eingerichtet.
Auf Bitten der Internationalen Meteorologischen Organisation, einer Vorläuferorganisation der Weltorganisation für Meteorologie, nahm das Observatorium in Kapstadt anlässlich des 2. Internationalen Polarjahrs 1932/1933 an einem Netzwerk derartiger Einrichtungen teil, um die Ursache für kurz nach dem Ersten Weltkrieg aufgetretene elektromagnetische Störungen zu ergründen. Da die Funkenbildung der elektrischen Straßenbahnen in Rondebosch, dem Sitz der Universität, die Geräte störten, konnten die Messungen im weiteren Verlauf nur während der Nacht durchgeführt werden. 1941 wurde das Observatorium schließlich nach Hermanus an der Atlantikküste 120 km südöstlich von Kapstadt verlegt.
Das Magnetische Observatorium Hermanus (Hermanus Magnetic Observatory) nahm 1957/1958 am Internationalen Geophysikalischen Jahr teil, das parallel zum 3. Polarjahr abgehalten wurde. 1960 nahmen Mitarbeiter des Observatoriums an der ersten südafrikanischen Antarktis-Expedition SANAE 1 (South African National Antarctic Expedition 1) teil. Als Südafrika 1962 die norwegische Station übernahm, in der SANAE 1 überwintert hatte, war das Observatorium Hermanus dort für die magnetischen und Polarlicht-Beobachtungen zuständig. 1969 wurde das Magnetische Observatorium Hermanus dem Rat für wissenschaftliche und industrielle Forschung Südafrikas (Council for Scientific and Industrial Research, kurz „CSIR“) als unabhängige Forschungseinrichtung unterstellt, 2001 dann der National Research Foundation (NRF).

### Bodenstation Hartebeesthoek
Seit 1958 betrieb die NASA zwischen Johannesburg und Pretoria eine kleine Bahnverfolgungsstation zur Überwachung der sowjetischen und eigenen Satelliten (Sputnik, Vanguard etc.) in Umlaufbahnen um die Erde. Wegen zunehmender Radioverschmutzung wurde diese Station 1960 auf einen Hügel 2 km östlich der geplanten Tiefraumantenne verlegt, die später das Radio-Observatorium Hartebeesthoek werden sollte. Im Juni 1961 ging die „BUR“ genannte Einrichtung als eine von 14 rund um die Erde verteilten Stationen des Spacecraft Tracking and Data Acquisition Network in Betrieb. Die größte der damaligen Tracking-Antennen hatte einen Durchmesser von 12 m (die der benachbarten Tiefraumstation dagegen 26 m). Als das Manned Space Flight Network der NASA im Mai 1971 mit dem Spacecraft Tracking and Data Acquisition Network zum Spaceflight Tracking and Data Network zusammengelegt wurde, wurde die 12-m-Antenne in das neue Netzwerk übernommen.
BUR wurde im Auftrag der NASA vom Rat für wissenschaftliche und industrielle Forschung betrieben. Im Laufe des Jahres 1975 wurde die politische Situation in Südafrika jedoch instabil, am 16. Juni 1976 kam es zum Aufstand in Soweto. Daher zog sich die NASA nach dem Abschluss der erdnahen Phase der Viking-Missionen Ende 1975 aus Südafrika zurück (die Tiefraumstation Hartebeesthoek hatte die NASA bereits im Juni 1974 aufgegeben). Ab 1976 betrieb der CSIR die Trackingstation mit einem Teil des alten Personals und der von der NASA zurückgelassenen Ausrüstung in Eigenverantwortung weiter.
1978 konnte die Station erstmals Bilder des am 23. November 1977 gestarteten Wettersatelliten Meteosat-1 empfangen. Daraufhin wurde die alte STDN-Station in „Zentrum für satellitengestützte Erdbeobachtung“ (Satellite Remote Sensing Centre, kurz „SRSC“) umbenannt.
Das französische Centre national d’études spatiales betrieb damals in der Region Hammanskraal etwa 40 km nördlich von Pretoria eine Bahnverfolgungsstation. Diese wurde 1980 nach Hartebeesthoek verlegt und in das SRSC integriert. Im weiteren Verlauf wurde das SRSC stark ausgebaut. Es konnte nun auf dem X-Band zur Erde gefunkte, hochauflösende Bilder der amerikanischen Landsat- und der französischen SPOT-Satelliten nicht nur empfangen, sondern auch vor Ort verarbeiten und speichern. 1989 wurde das SRSC im Rahmen einer Strukturreform des Rats für wissenschaftliche und industrielle Forschung in „Zentrum für Satellitenanwendungen“ (Satellite Application Centre, kurz „SAC“) umbenannt.

### SANSA
Am 1. Dezember 2008 verabschiedeten die beiden Kammern des südafrikanischen Parlaments den South African National Space Agency Act, der am 3. Dezember 2010 in Kraft trat. Als offizielles Gründungsdatum der SANSA gilt jedoch der 9. Dezember 2010. Das Ziel des Gesetzes war es, alle Weltraumaktivitäten Südafrikas unter einem Dach zusammenzufassen. Zu diesem Zweck wurden das Magnetische Observatorium Hermanus aus der Zuständigkeit der NRF und die Bodenstation Hartebeesthoek aus derjenigen des CSIR herausgelöst und der neugeschaffenen Raumfahrtbehörde unterstellt, die wiederum der jeweils für Wissenschaft und Technologie zuständigen Abteilung der südafrikanischen Regierung unterstand (Südafrika verwendet das Westminster-System mit vom Ministerium getrennter Verwaltung).

## Organisationsstruktur
Die Nationale Raumfahrtbehörde Südafrikas wird von einem Verwaltungsrat (Board) geleitet, dessen Vorsitzender – seit Oktober 2022 Patrick Ndlovu – vom Minister für Höhere Bildung, Wissenschaft und Technologie ernannt wird. Dazu kommen noch neun bis vierzehn (im Jahr 2023 zwölf) von einer Expertenkommission vorgeschlagene und vom Minister bestätigte Verwaltungsräte sowie der Direktor (Chief Executive Officer) der Behörde. Mindestens einer der Verwaltungsräte muss Jurist sein, ein weiterer aus dem Finanzsektor kommen. Die restlichen Verwaltungsräte sollen nach Möglichkeit die verschiedenen Fachbereiche auf dem Gebiet Weltraumwissenschaft und Raumfahrttechnik repräsentieren.
Die praktische Arbeit bei der SANSA ist in vier Hauptbereiche gegliedert:

### Weltraumwissenschaften
Dieser Fachbereich ist am alten Observatorium in Hermanus angesiedelt. Ab 2019 wurde dort das am 3. November 2022 eingeweihte Regionale Weltraumwetter-Warnzentrum (Space Weather Regional Warning Centre) aufgebaut, die einzige derartige Einrichtung in Afrika. Das Warnzentrum beobachtet die Sonnenaktivität und gibt tägliche Weltraumwetterberichte und -vorhersagen heraus, sowohl für die allgemeine Öffentlichkeit als auch für zahlende Kunden aus dem Militär, der Luft- und Seefahrt und der Telekommunikationsbranche. Ein weiterer Arbeitsschwerpunkt in Hermanus sind Magnetfelder natürlichen Ursprungs. Dort werden zum Beispiel Magnetsensoren für Satelliten und Drohnen geeicht. Hermanus ist nach Angaben der SANSA eine der weltweit führenden Einrichtungen auf diesem Gebiet.

### Erdbeobachtung
Bereits Südafrikas erster Satellit, der von der Universität Stellenbosch gebaute und am 23. Februar 1999 von der damaligen Vandenberg Air Force Base gestartete Mikrosatellit SUNSAT, besaß eine Multispektralkamera mit einer Auflösung von 15 m zur Erprobung von Erdbeobachtungstechnologien.
Auch Südafrikas zweiter Satellit, der von der Universität Stellenbosch entwickelte, am 17. September 2009 gestartete und bis zu seiner Übernahme durch die SANSA vom Rat für wissenschaftliche und industrielle Forschung betriebene Mikrosatellit SumbandilaSat besaß eine Multispektralkamera mit einer Schwadbreite von 52 km, die während seiner knapp zweijährigen Betriebszeit primär für Umweltbeobachtungen verwendet wurde. Auch hierbei handelte es sich hauptsächlich um Technologieerprobung.
Heute nutzt der am Hauptsitz der SANSA in Pretoria angesiedelte Arbeitsbereich Erdbeobachtung die Bilder ausländischer Satelliten und verarbeitet sie unter anderem im Rahmen des von der australischen Regierung unterstützten Programms Digital Earth Africa zu nutzbaren Produkten. Seit dem 18. August 2021 hat die SANSA im Rahmen einer Plattform der BRICS-Staaten über die Bodenstation Hartebeesthoek kostenlosen Zugriff auf die Daten der hochauflösenden Erdbeobachtungssatelliten Gaofen 6 und Ziyuan 3-02 (China), CBERS-4 (China/Brasilien, seit August 2023 auch CBERS-4A), Kanopus-V (Russland) sowie ResourceSat-2 und ResourceSat-2A (Indien).

### TT&C-Dienstleistungen

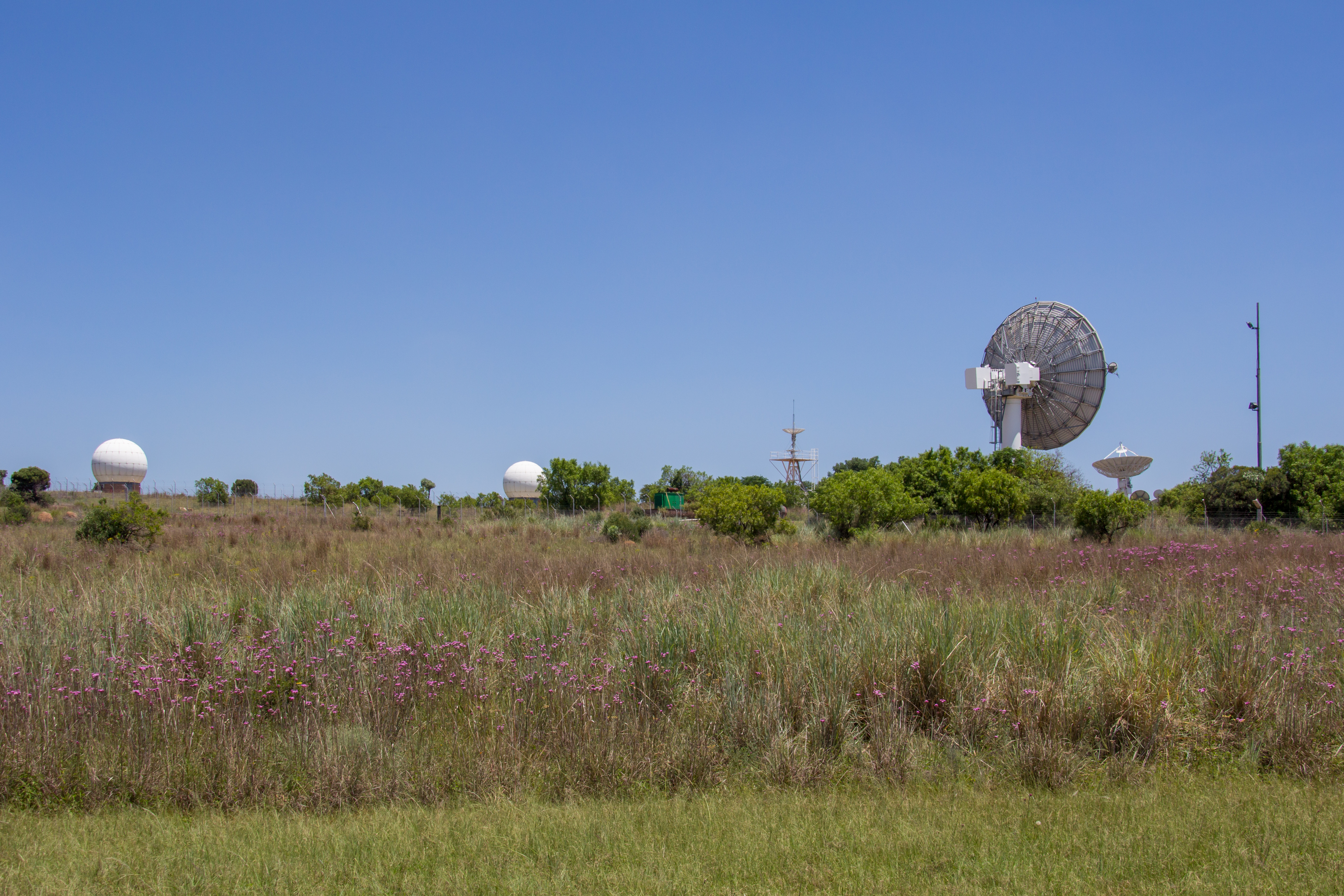
Antennen in Hartebeesthoek

Von der Bodenstation Hartebeesthoek aus bietet die SANSA Telemetrie-, Bahnverfolgungs- und Steuerungs-Dienstleistungen (TT&C) für Satellitenbetreiber an. Die Station befindet sich auf einem Hügel 60 km westlich von Pretoria und 40 km nördlich von Johannesburg auf einer Höhe von 1553 m über dem Meeresspiegel und hat ein sehr gutes Sichtfeld für Satelliten in erdnahen Umlaufbahnen. Es können jedoch auch Satelliten in geosynchronen Umlaufbahnen betreut werden. Die Antennen der Station sind mit Sendern und Empfängern für das S-, C-, X- und Ku-Band ausgestattet.
Seit dem 8. November 2022 baut die SANSA in Matjiesfontein, Provinz Westkap, eine neue Tiefraumstation, die 2025 fertiggestellt sein und in das Netzwerk der Lunar Exploration Ground Sites der NASA integriert werden soll.

### Raumfahrttechnik
Der am Hauptsitz der Behörde in Pretoria angesiedelte Fachbereich Raumfahrttechnik entwickelt, baut und testet Subsysteme für Satelliten. Das Ziel ist, eines Tages größere südafrikanische Satelliten zu starten, wofür man in Pretoria Fachkräfte ausbildet. Am 1. September 2023 unterzeichneten SANSA-Direktor Humbulani Mudau und Chen Xiaodong (陈晓东, * 1965), der chinesische Botschafter in Südafrika, ein Memorandum bezüglich einer Mitarbeit Südafrikas an der Internationalen Mondforschungsstation, einem von der Nationalen Raumfahrtbehörde Chinas geleiteten Projekt zur robotischen Erforschung des Mondes. Dort war neben einer Beteiligung der SANSA am Aufbau der lunaren Infrastruktur auch die Ausbildung südafrikanischen Personals sowie eine Zusammenarbeit bei Tiefraummissionen festgeschrieben.